# Cnaeus Pompeius Magnus
Cnaeus Pompeius Magnus (i. e. 106. szeptember 29. – i. e. 48. szeptember 28.) római hadvezér és államférfi. Jelentős szerepet játszott a Római Köztársaság császársággá való átalakulásában. Pályafutása elején a diktátor Sulla pártfogoltja volt, később Iulius Caesar politikai szövetsége, végül pedig ellensége.
Pompeius tekintélyes szenátori családból származott és már fiatalon katonai pályára lépett. Az i. e. 83-81 közötti polgárháborúban Sullát szolgálva jelentős katonai sikereket ért el és gyorsan emelkedett a ranglétrán. Politikai befolyásának köszönhetően először úgy választották consullá, hogy nem érte el az ehhez szükséges életkort. Összesen három alkalommal viselt consuli tisztséget, háromszor tartott diadalmenetet. Hadvezérként jelentős sikereket ért el a Sertorius-lázadás és a Spartacus-felkelés, valamint a harmadik mithridatészi háború során.
I. e. 60-ban Caesarral és Crassusszal közösen megalapították az első triumvirátust, amelyet Caesar lányával, Iuliával kötött házasságával szilárdított meg. A szövetség Iulia és Crassus halálát követően i. e. 53-ban felbomlott, Pompeius pedig csatlakozott a szenátus Caesar-ellenes frakciójához. Versengésük polgárháborúhoz vezetett, ahol Pompeius az i. e. 48-as pharsalusi csatában vereséget szenvedett. Egyiptomban keresett menedéket, ahol XIII. Ptolemaiosz meggyilkoltatta.

## Ifjúsága

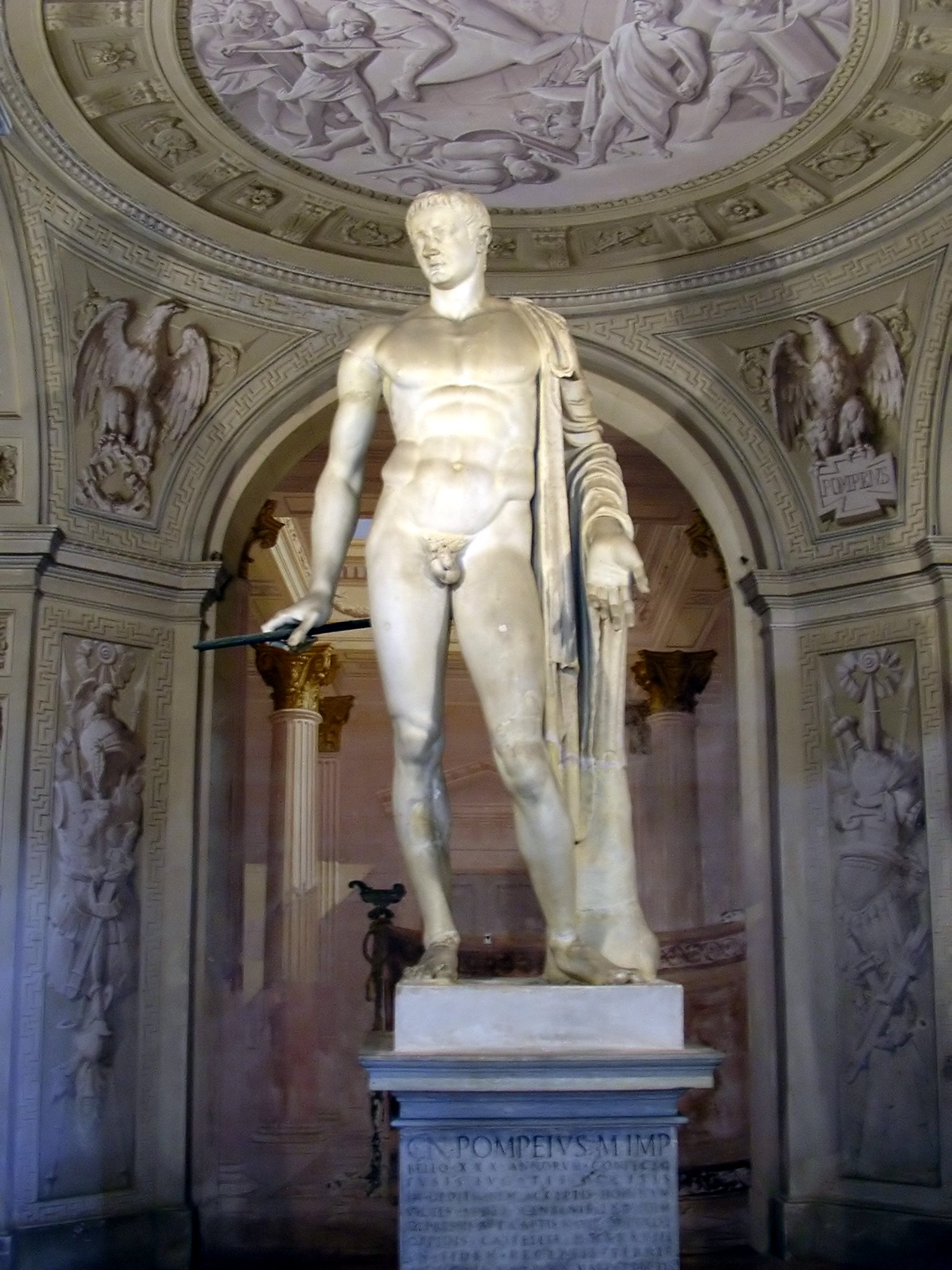
Pompeius állítólagos szobra a bollatei Villa Arconatiban

Pompeius i. e. 106. szeptember 29-én született Picenumban, tekintélyes arisztokrata családban. Apja, a kapzsisága, kétszínűsége és kegyetlensége miatt népszerűtlen Cnaeus Pompeius Strabo volt a családból az első aki szenátori rangot szerzett Rómában és i. e. 89-ben consullá is választották. A felcseperedett Pompeius korán megkezdte állami szolgálatát, apjával együtt harcolt az i. e. 91-87 közötti szövetséges háborúban.
A másfél évszázaddal később élt Plutarkhosz szerint a fiatal Pompeius apjával ellentétben igen népszerú volt "józan életmódja, nagy tehetsége a fegyverforgatásban, szónoki képességének meggyőző ereje, jellemének megbízhatósága, jó modora a társas érintkezésben" miatt, és mert "nála senki nem volt kevésbé alkalmatlankodó, ha kért valamit, sem szívélyesebb, ha szolgálatot tehetett annak, aki kért tőle; egyéb jó tulajdonságaihoz járult az is, hogy tudott adni fölényének fitogtatása nélkül, és tudott elfogadni is méltóságteljesen." Külsejét illetően "haját hátrafésülve viselte, különös formájú szemének sóvárgó tekintete bizonyos (inkább látszólagos, mint valóságos) hasonlóságot árult el Alexandrosz király (Nagy Sándor) képmásaival".
Apja i. e. 87-ben meghalt, amikor seregével Rómába vonult a két consul, Cnaeus Octavius and Lucius Cornelius Cinna polgárháborújának idején. Plutarkhosz szerint belecsapott a villám, más források szerint a táborában dúló vérhasjárvány vitte el. Strabót halála előtt a közjavak eltulajdonításával vádolták; örököseként Pompeiusnak kellett bíróság elé állnia. Felmentették, sőt feleségül vette a bíró lányát, Antistiát.
Ebben az évben a római politika egyik legfontosabb eseménye az volt, hogy Lucius Cornelius Sullát kinevezték az első mithridatészi háborúban keletre küldendő hadsereg élére; a hadjárat hatalmas zsákmány szerzésére nyújtott lehetőséget. Távolléte alatt azonban riválisai, Lucius Cornelius Cinna, Cnaeus Papirius Carbo és az ifjabb Caius Marius irányításuk alá vonták a szenátust. Mikor Sulla i. e. 83-ban visszatért, kitört a polgárháború.

## Sulla polgárháborújában
Pompeius Sulla pártjára állt, de nem akart afféle menekültként érkezni hozzá. Még a consul visszatérése előtt Picenumban apja régi klienseiből és veteránjaiból három légiót szerelt fel a saját vagyonából. Mikor 83 tavaszán Sulla partra szállt Brundisiumban, Pompeius elévonult. A szenátus három sereget küldött ellenük, hogy megakadályozzák csapataik egyesülését. Az egyiket megfutamította, mire a három ellenséges parancsnok, nem tudva megegyezni a megfelelő taktikában, inkább visszavonult. Pompeius diadalmasan érkezett Sulla táborában, aki imperatorként (győztes hadvezérként) fogadta.
Még ugyanebben az évben a tél beállta előtt Sulla Picenumba küldte Pompeiust, hogy még több katonát toborozzon. 82-ben folytatódtak az ellenségeskedések. Sulla Rómának vonult, míg alvezérét, Metellust Gallia Cisalpinába küldte Caius Papirius Carbo consul ellen. Pompeius ekkor Metellus lovassági parancsnoka volt. Az Aesis folyónál hat órás csatában sikerült legyőzniük Caius Carrinas praetort, de aztán Carbo blokád alá vette őket. Mikor hírét vették, hogy Sulla Sacriportusnál győzelmet aratott, a consul visszavonult Ariminumba, de eközben Pompeius lovassága folyamatosan zaklatta. Később Metellus megfutamította Caius Marcius Censorinus csapatait, Pompeius lovasai pedig még a táboruk elérése előtt elfogták a menekülő katonákat, majd elfoglalták és kifosztották bázisukat, Sena Gallica városát. Ezt követően Metellus északnyugaton maradt, Pompeiust pedig lerendelték délre, Sulla személyes parancsnoksága alá.

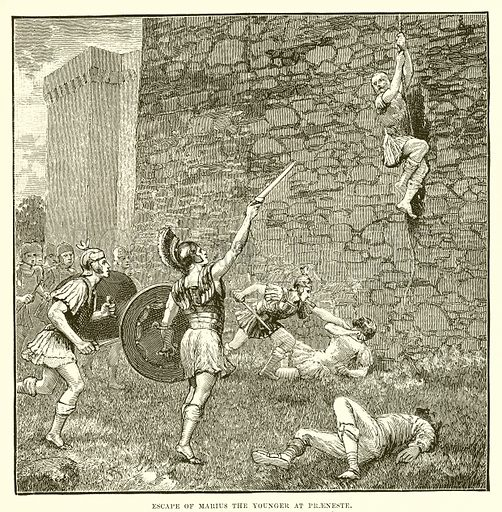
Ifjabb Marius szökése Praenestéből

A Via Flaminián délnyugat felé haladva csatlakozott hozzá Marcus Licinius Crassus, majd közösen ismét vereséget mértek Carrinasra és ostrom alá vették Spoletiumban; a praetornak azonban sikerült kiszöknie a gyűrűből. Ezután visszaverte Censorinus próbálkozását, hogy felmentse a Praenestében ostrom alatt tartott ifjabb Caius Mariust. A szenátusi párt egyik vezéralakja továbbra is blokád alatt maradt, eközben Metellus északot teljesen az uralma alá vonta; Cinna frakciójának ellenállása hamarosan megtört.
82 végén a szenátus újabb kísérletet tett Praeneste felmentésére. Egy tízezres sereget küldtek, amelyet szamniszokkal és lucaniaiakkal erősítettek meg (ezek Sulla esküdt ellenségei voltak a szövetséges háború atrocitásai miatt). Az ostromgyűrűt nem tudták áttörni, ezért visszaindultak Rómába, de Sulla még idejekorán utolérte és a Porta Collinánál legyőzte őket. A szenátusi sereget üldöző Pompeius már csak a győztes csata után érkezett meg.
Az év végére Sulla kiűzte ellenfeleit Itáliából és a szenátus dictatorrá nevezte ki. Szövetségük megerősítésére rávette Pompeiust, hogy váljon el feleségétől és vegye el az ő mostohalányát, Aemiliát. Plutarkhosz szerint Aemilia ekkor teherben volt előző férjétől és aztán belehalt a szülésbe.

## Szicília, Africa és Lepidus lázadása
Az életben maradt ellenpártiak Szicíliára menekültek, amelynek szövetségesük, Marcus Perperna volt a propraetora. Őket segítette Carbo flottája is, Cnaeus Domitius Ahenobarbus pedig elfoglalta Africa provinciát. Pompeius nagy erőkkel szállt partra a szigeten: Sulla hat légiót és 120 hadihajóból és 800 szállítóhajóból álló flottát bocsátott a rendelkezésére. Perperna elmenekült, Carbót pedig elfogták és kivégezték.. Bár Pompeius azt állította, hogy Carbo megérdemelte sorsát a római polgárok ellen elkövetett bűnei miatt, ellenfelei ráragasztották a "fiatal mészáros" (adulescentulus carnifex) csúfnevet.

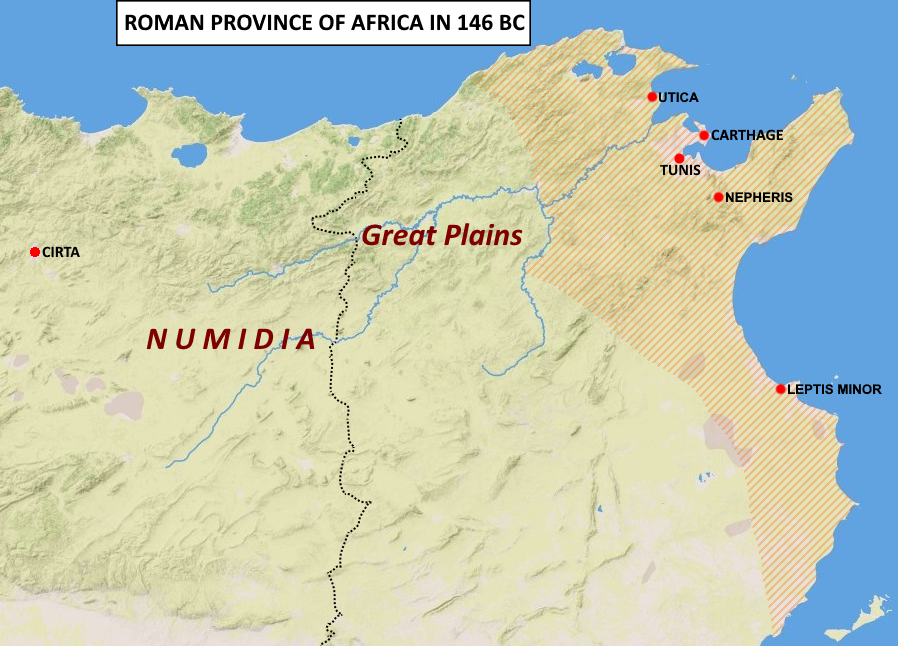
Africa provincia

Pompeis ezután sógorára, Caius Memmiusra bízta Szicíliát, maga pedig áthajózott Africába. Az uticai csatában legyőzte és megölte Ahenobarbust, aztán meghódította Numidiát és kivégeztette Hiarbas királyt, aki a Mariusok szövetségese volt. A numida trónra az elűzött II. Hiempsal került vissza. Sikerei miatt katonái ekkor ragasztották a Magnus (Nagy) melléknevet (Nagy Sándorra is utalva, akire állítólag hasonlított némileg). Pompeius aztán a jelzőt formálisan is beillesztette a nevébe.
Mikor visszatért Rómába, kérte hogy diadalmenetet tarthasson, bár korábban még nem fordult elő hogy ilyen fiatalembernek megengedték a triumphus megtartását. Nem is bocsátotta el katonáit, míg Sulla bele nem egyezett, bár a dictator igyekezett Pompeius dicsőségét kisebbíteni azzal, hogy egyidejűleg Lucius Licinius Murena és Caius Valerius Flaccus is felvonulhatott. Pompeius ezt követően harmadszor is megházasodott, a befolyásos Metellus családba tartozó Mucia Tertiát vette feleségül. Három gyermekük született: ifjabb Cnaeus Pompeius, Pompeia Magna, és Sextus Pompeius. I. e. 61-ben elváltak.
Pompeius támogatta Marcus Aemilius Lepidus i. e. 78-as consuli jelölését; Plutarkhosz szerint ezt Sulla ellenében tette, de a mai történészek cáfolták állítását. Ugyanebben az évben meghalt Sulla és Lepidus igyekezett megakadályozni állami temetését és egyes törvényeit is vissza akarta vonatni. 77 januárjában kinevezték Gallia Transalpina proconsuljává. Amikor a szenátus visszarendelte Rómába, Lepidus cserébe újabb consuli jelölést követelt, amit egyöntetűen elutasítottak. Lepidus erre seregével Róma felé indult és a szenátus Pompeiust bízta meg a védekezéssel.
Pompeius összehívta picenumi veteránjait, majd északra vonulva ostrom alá vette Gallia Cisalpina székhelyét, Mutinát, amelyet Lepidus szövetségese, Marcus Iunius Brutus védett. Hosszas ostrom után Brutus megadta magát, de másnap meggyilkolták, állítólag Pompeius utasítására. Catulus ezt követően Róma közelében legyőzte Lepidust, akinek utóvédjét Pompeius fogta el. Lepidus megmaradt híveivel Szardíniára menekült, ahol aztán meghalt.

## A Sertorius-háború

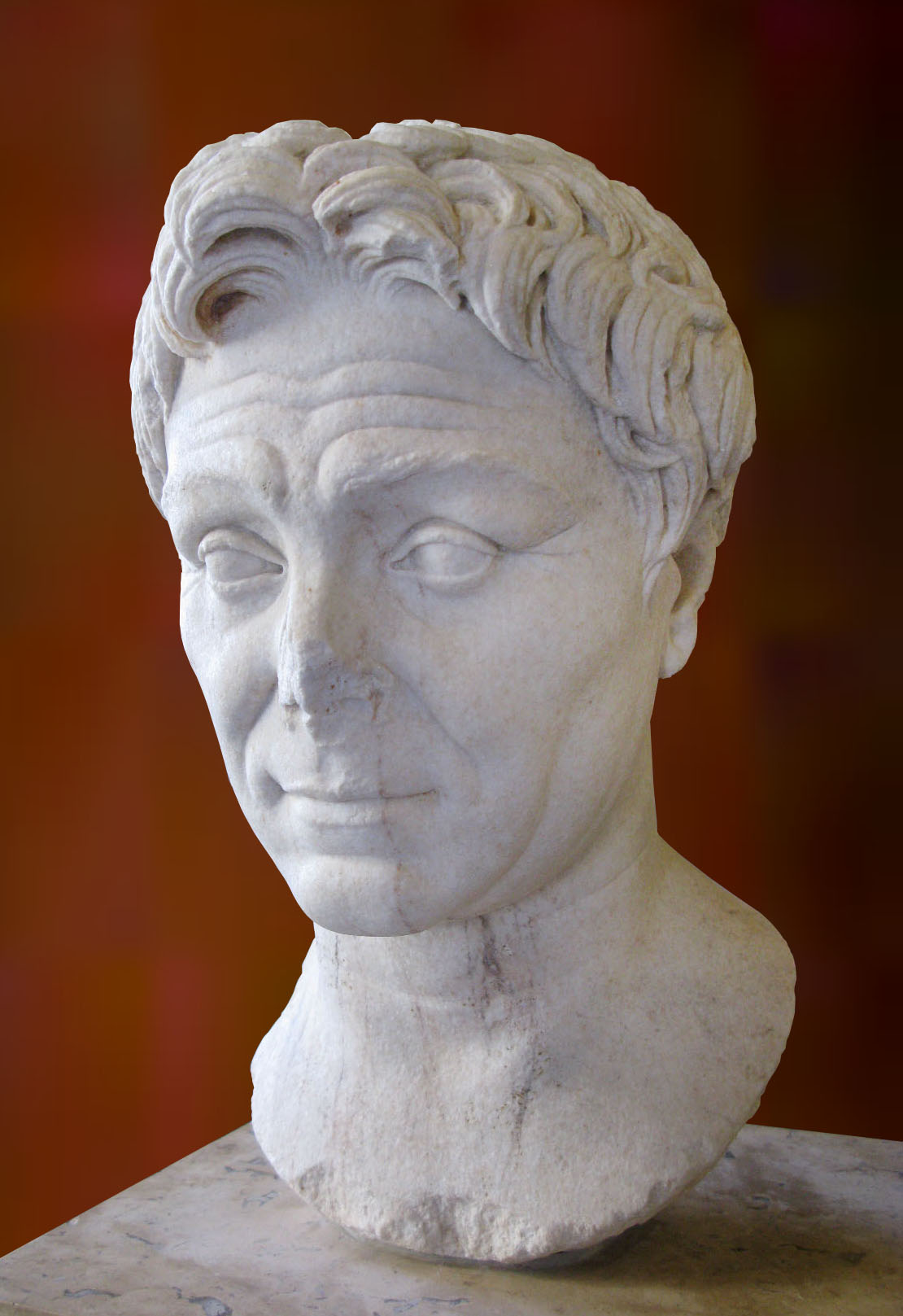
Pompeius mellszobra (Louvre)

I. e. 80-ban a Marius-párt egyik prominens alakja, a Sulla által proskripciós listára tett Quintus Sertorius felkelést kezdett, amihez további száműzöttek (mint pl. Perperna) is csatlakoztak. A helyi ibériai törzseket is a pártjára állította és gerillataktikával legyőzve Quintus Caecilius Metellus Piust, gyakorlatilag átvette az ellenőrzést Hispania Ulterior provinciában. Ezt követően legyőzte a többi ellene küldött hadvezért is és kiterjesztette uralmát Hispania Citeriorra. A szenátus ezután a proconsuli hatáskörrel felruházott Pompeiust küldte ellene (tulajdonképpen törvénytelenül, mert ilyen pozícióhoz még nem töltött be elegendő állami tisztséget, de Pompeiusnak voltak szövetségesei a szenátusban, katonai dicsőségre vágyott és hajlamos volt áthágni a konvenciókat).
Pompeius nem becsülte le a Sertorius jelentette veszélyt, 30 ezer gyalogosból és ezer lovasból álló hadsereget gyűjtött össze. Útközben Hispania felé levert egy helyi lázadást Gallia Narbonensis provinciában, majd Narbo Martius közelében téli táborba vonult. I. e. 76 elején átkelt a Col de Portet hágón és benyomult az Ibériai-félszigetre. Következő öt évét itt töltötte. Érkezésekor a felkelők egy része átpártolt hozzá, de aztán a lauroni csatában súlyos vereséget szenvedett, elvesztette emberei harmadát, miközben Sertoriusnak alig voltak veszteségei. Hadserege mellett Pompeius renoméja és nagy csapást szenvedett és az év hátralevő részét csapatai újjászervezésével töltötte.
I. e. 75-ben Sertorius Metellus ellen vonult; eközben Pompeius Valentia mellett legyőzte szövetségeseit, Perpernát és Caius Herenniust. Sertorius erre felé indult, de ekkor pedig Metellus futamította meg alvezérét, Lucius Hirtuleiust az italicai csatában. Pompeius és Sertorius sucrói összecsapása eldöntetlenül végződött: Sertorius megfutamította Pompeius jobbszárnyát és majdnem őt magát is elfogta, de eközben a másik szárnyon ő szenvedett vereséget. Sertorius visszavonult a szárazföld belsejébe, de Saguntumnál utolérték és újabb döntetlen ütközetet vívtak, ahol Pompeius elvesztette 6 ezer katonáját és sógorát, Memmiust, akit egyik leghatékonyabb tisztjének tartott. Sertorius 3 ezer embert vesztett, de köztük volt alvezére, Hirtuleius is.
Míg egy másik csatában Metellus legyőzte Perpernát, Sertorius az év végére visszavonult Clunia városába, amelynek megerősítette a falait, a közeli települések helyőrségeiből pedig új sereget szervezett. A rómaiak utánpótlási vonalait célozta meg szárazon és vízen és ennek eredményeképpen Metellus kénytelen volt visszavonulni Galliába, míg Pompeius a vaccausoknál telelt. A pénzhiány miatt írt a szenátusnak és sürgős utánpótlást kért, mert saját vagyonát már Itália védelmére költötte.
Levele hatására a szenátus két újabb légiót küldött számukra. Mivel Sertorius római legionáriusai eddigre jórészt elestek vagy megsebesültek, nyílt csatában nem szállhatott szembe velük. I. e. 74-ben Metellus módszeresen elkezdte felmorzsolni a lázadók erejét, egymás után szállva meg az őt támogató városokat. Sertorius cselekvőképességét táborának belső széthúzásai is akadályozták. Az elégedetlenség addig nőtt, míg i. e. 73-ban vagy 72-ben Perperna meggyilkolta Sertoriust és maga vette át a felkelés vezetését.
Pompeius az oscai csatában a színlelt megfutamodás taktikájával döntő vereséget mért Perpernára és őt magát is sikerült elfognia. Perperna az életéért könyörögve azt ígérte, hogy átadja neki Sertorius levelezését, amelyben tekintélyes római szenátorok hívták őt Itáliába. Pompeius attól tartva, hogy a levelek nyilvánosságra hozása csak újabb polgárháborúkhoz vezetne, azokat olvasatlanul elégette, Perpernát pedig kivégeztette. Ezt követően egy ideig Hispaniában maradt, hogy újjászervezze a római közigazgatást és elintézze azokat az ügyeket, amelyek további lázadásokhoz vezethettek volna; majd visszatért Rómába.

## Első consulsága

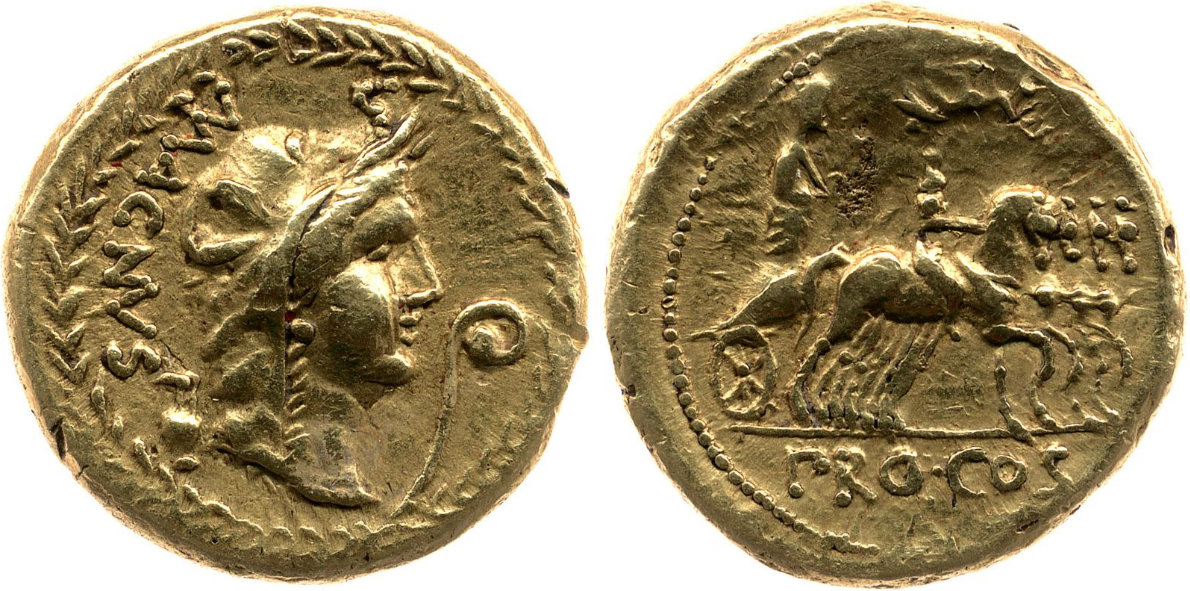
Pompeius második (i. e. 71-es) diadalmenete alkalmából vert aureus

Pompeius távollétében Marcus Licinius Crassust bízták meg az i. e. 73-ban kitört Spartacus-féle rabszolgafelkelés leverésével. Pompeius 71-ben ért Itáliába, épp akkor, amikor Crassus legyőzte a lázadók fő haderejét, de még sikerült utolérnie és lemészárolnia a csatából menekülő ötezer rabszolgát. Ezután levelet írt a szenátusnak, amelyben azt állította, hogy Crassus győzte le ugyan Spartacust, de ő vetett véget a felkelésnek. Crassus emiatt sokáig neheztelt rá, mert elorozta a dicsőségét.
Hispániai győzelméért Pompeius másodszor is diadalmenetet tarthatott és jelölték a consuli tisztségre. Mivel ekkor még túl fiatal volt a jelöléshez, a szenátus külön diszpenzációt szavazott meg a számára. Plutarkhosz szerint ő maga javasolta, hogy társának Crassust válasszák meg, hogy lekötelezze. Meg is választották őket az i. e. 70 évre, de "véleményük minden kérdésben eltért és folyton civódtak egymással", így consulságuk nem sok eredménnyel járt. A kevés eredmény egyike az volt, hogy Pompeiusnak sikerült visszaállítani a néptribunusok hatalmát (mint pl. a szenátusi rendeletek megvétózását), amit még Sulla törölt el. A nép körében ezáltal nagy népszerűségre tett szert (bár egy ilyen döntéshez mindkét consul támogatására szükség volt, és a források alig említik Crassust).

## A kalózok elleni hadjárat

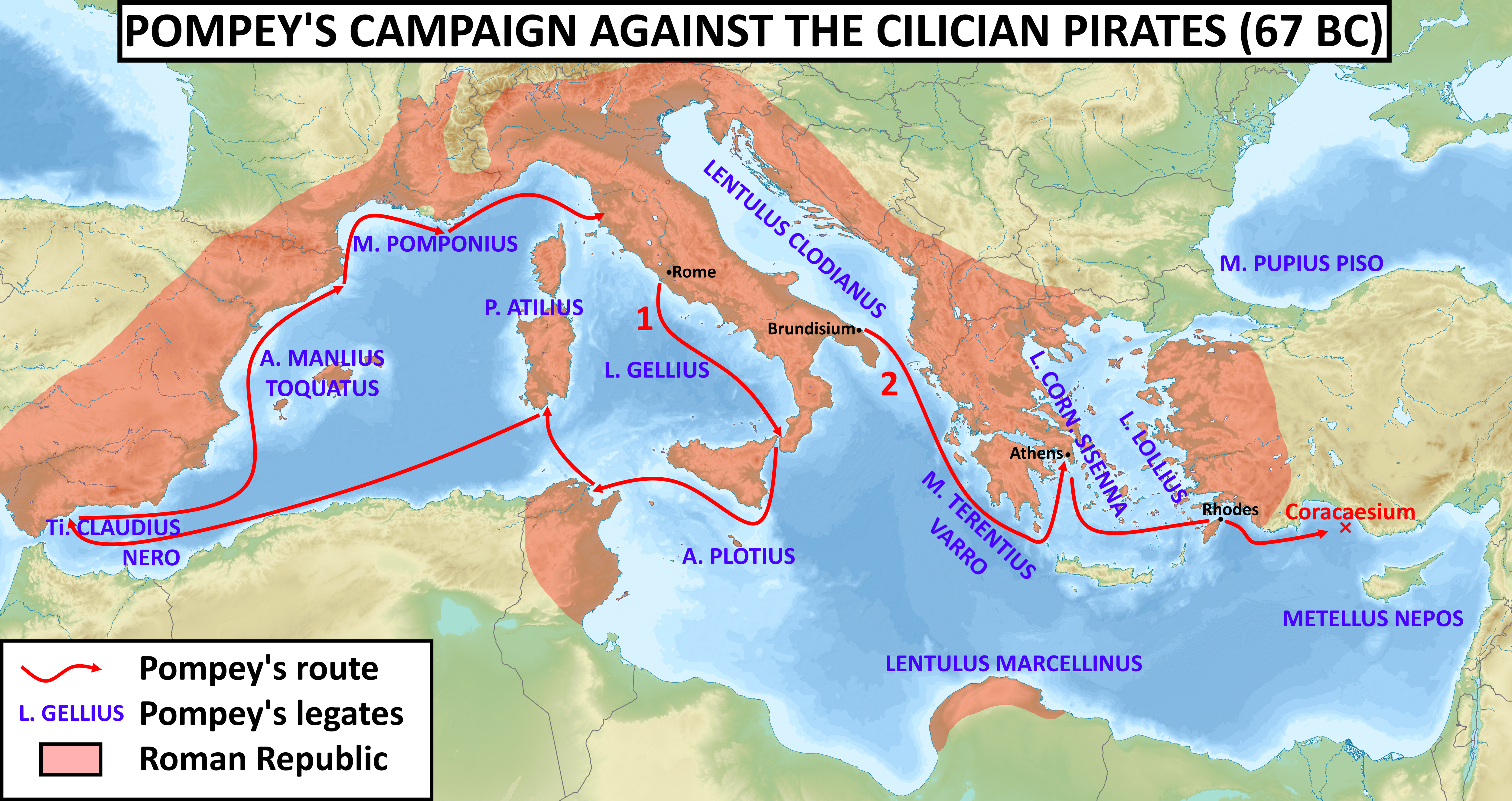
Pompeius kalózok elleni hadjárata

Kalózok az egész Földközi-tengeren tevékenykedtek és flottáik időnként ideiglenesen szövetkeztek Róma ellenségeivel (pl. Sertoriusszal és Mithridatésszel). Az előző ötven évben számuk és hatókörük megnőtt, mert a hagyományos tengeri hatalmak (pl. Rodosz) lehanyatlottak; az erejük letörésére tett korábbi kísérletek pedig sikertelennek bizonyultak. Emellett a rómaiak hajlamosak voltak politikai ellenfeleiket is kalózoknak és rablóknak nevezni.
A kilikiai kalózok voltak legjelentősebbek. I. e. 68-ban egészen Róma kikötőjéig, Ostiáig portyáztak és általános felháborodást keltve elraboltak két szenátort. Pompeius ösztönzésére Aulus Gabinius néptribunus i. e. 67-ben törvényjavaslatot nyújtott be a kalózkodás felszámolására (lex Gabinia de piratis persequendis). Ez három évre proconsuli hatalmat biztosított volna Pompeiusnak a Földközi-tengeren bármely római provincia 50 mérföldes körzetében, legátusokat nevezhetett ki és jelentős pénzösszegek felett is rendelkezhetett. A szenátus vonakodott ilyen széles körű felhatalmázást ruházni rá, de a nép támogatásával elfogadták a törvényt. A helyi tisztségviselők így is igyekeztek gátolni Pompeiust hatalma gyakorlásában. Galliában Piso akadályozta a toborzást, Krétán pedig Quintus Metellus nem volt hajlandó teljesíteni az utasításait.
Pompeius szétosztotta erőit az egész Földközi-tengeren, hogy megakadályozza a kalózok menekülését a római flotta elől. Tizenöt legátusa adott régiókban járőrözött, ő pedig a Rómába vezető gabonaszállítási útvonalat biztosította. Intézkedéseivel mindössze 40 nap alatt ellenőrzése alá vonta a Földközi-tenger nyugati medencéjét; majd kelet felé indult, arra kényszeríttve a kalózokat hogy visszatérjenek kilikiai bázisakira. Ezután döntő támadást intézett coracaesiumi központjuk ellen és mindössze három hónap alatt lezárta a háborút.
Könyörületes hírnevének köszönhetően legtöbb ellenfele harc nélkül megadta magát. A volt kalózok földet kaptak a mitridatészi háborúk során elpusztult városokban, mint pl. a Pompeiopolisszá átnevezett Szoliban vagy a görögországi Dümében, másokat pedig Líbia vagy Calabria városaiba küldött. Az így létrejött közösségek Róma és Pompeius hű támogatói maradtak.

## A harmadik mithridatészi háború

A Közel-Kelet az i. e. 1. században

I. e. 73-ban Lucius Licinius Lucullust (aki korábban Sulla egyik alvezére volt) kinevezték Cilicia proconsuljává és a harmadik mithridatészi háború főparancsnokává. A háború egy évvel korábban kezdődött, amikor Bithynia utolsó királya meghalt és Rómára hagyta országát. A regionális hatalmi viszonyok ekkora mértékű eltolódása kivoltotta VI. Mithridatész pontoszi király és az örmény Nagy Tigranész támadását. Lucullus tapasztalt hadvezér volt, aki számos győzelmet aratott, de megvádolták hogy személyes gazdagodásának kedvéért elhúzta a háborút és szenátusi vizsgálat indult ellene. I. e. 69-re csapatai is belefáradtak a háborúskodásba és lázadoztak.
I. e. 68-ban Lucullust Quintus Marcius Rex váltotta Ciliciában, míg Manius Acilius Glabrio Bithyniát kapta meg. Utóbbié lett a háború főparancsnoksága is, de nem reagált elég határozottan amikor Mithridatész a következő évben visszafoglalta Pontosz nagy részét, majd megtámadta a római szövetséges Kappadókiát. Pompeius i. e. 66-ban a Caius Manilius néptribunus segítségével elfogadtatta a lex Maniliá-t, amely a korábbihoz hasonló széles jogköröket biztosított számára egész Kis-Ázsiában a háború gyors lezárása érdekében. A szenátus optimatái nem szívesen adtak ekkora hatalmat egyetlen ember kezébe, de nyilvánosan nem mertek a népszerű Pompeius ellenében cselekedni és megszavazták a törvényt.
A félreállított Lucullus keselyűnek nevezte Pompeiust, aki mások erőfeszítéseiből húz hasznot (utalva ezzel új kinevezésére és a Spartacus-féle háborúban tanúsított magatartására). Pompeius szövetséget kötött a pártus III. Phraatésszel, aki megtámadta az Örmény Királyságot. Mithridatész fegyverszünetet ajánlott és Lucullus is azt állította, hogy a háborúnak vége, de Pompeius olyan feltételeket támaszott, amelyeket nem fogadhattak el. A túlerő elől Mithridatész visszavonult Örményországba, ahová Pompeius követte és i. e. 66 végén a lycusi csatában legyőzte.

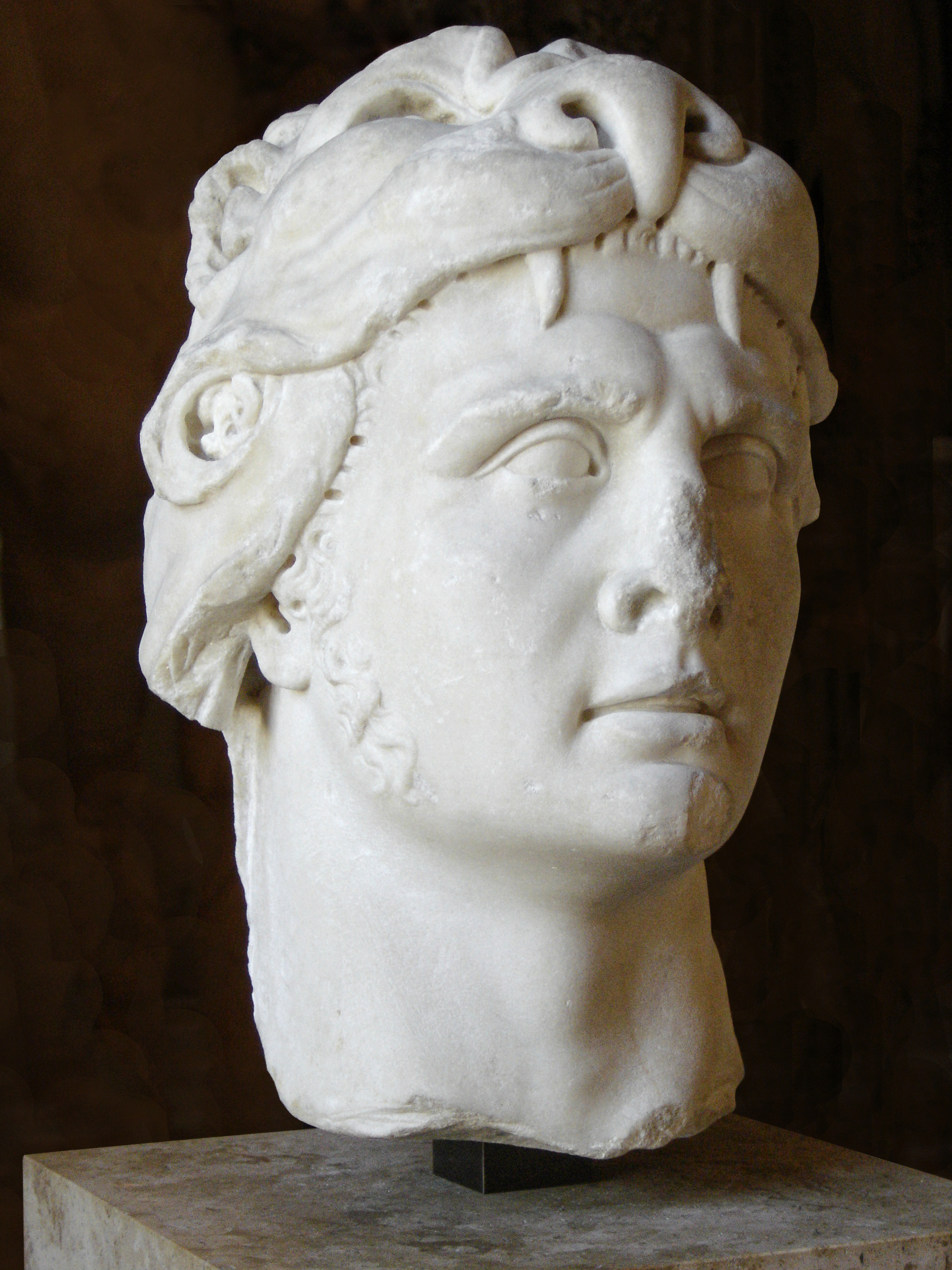
VI. Mithridatész pontoszi király mellszobra (Louvre, Párizs)

A korabeli források szerint Mithridatész egy kisebb csapattal elmenekült a csatából és eljutott a Fekete-tengeren keleti partjainál fekvő Kolkhiszba. Ott fiától, a rómaiak által elismert Makharésztől átvette a Boszporoszi Királyság kormányzását (fia később öngyilkos lett). Eközben Pompeius az ifjabb Tigranész társaságában benyomult Örményországba és Nagy Tigranész hamarosan békét kért: visszakapta a Lucullus által elvett örmény területeket, cserébe jelentős hadisarcot fizetett (állítólag Pompeius 6 ezer talentumot kapott, a tribunusok fejenként 10 ezer drachmát, a centuriók ezret, a katonák pedig 50-et) és beleegyezett hogy római csapatok állomásozzanak a területén.
I. e. 65-ben Pompeius elindult, hogy elfoglalja Kolkhiszt, de eközben le kellett törnie a kaukázusi törzsek és Mithridratész szövetségeseinek ellenállását. Számos győzelem után elérte Phaszisz városát, ahol felvette a kapcsolatot Servilius flottaparancsnokkal; egy albaniai felkelés miatt azonban vissza kellett fordulnia. A győztes abaszi csata után meghódoltatta Albaniát és békét kötött az észak-kaukázusi törzsekkel. Ezután Örményországban telelt, ahol a Phraatész és Tigranész közötti határvitákat rendezte.
I. e. 64-ben Mithridatészt tengeri blokáddal izolálta, ő maga pedig Szíria független és gazdag városait annektálta, amelyeket egy új római provinciába szervezett. Eközben hatalmas vagyonra tett szert, de számos bírálatot is kapott római ellenfeleitől, akik szerint túllépte a hatáskörét. Eközben az idősödő Mithridatészt Pantikapaeumban sarokba szorította egy másik fia, Pharnakész. Öngyilkosságot kísérelt meg, de állítólag a bevett méreg nem hatot, mert szervezetét már korábban hozzászoktatta a mérgekhez; így a felkelők gyilkolták meg. Pharnakész apja bebalzsamozott holttestét elküldte Pompeiusnak; cserébe megkapta a Boszporoszi Királyságot és Róma szövetségét.

### A Kelet átszervezése
Szíria annektálását a Szeleukida Birodalom teljes összeomlása tette lehetővé, de a birodalom megszűnése destabilizálta a régiót és számos város kihasználva a lehetőséget kikiáltotta a függetlenségét. I. e. 63 elején Pompeius Antiochiából délnek indulva elfoglalta a szíriai tengerpartot (Apamea kikötővárost), majd a szárazföld belseje felé forduva átkelt az Antilibanoni-hegységen és megszállta Pellát és Damaszkuszt.

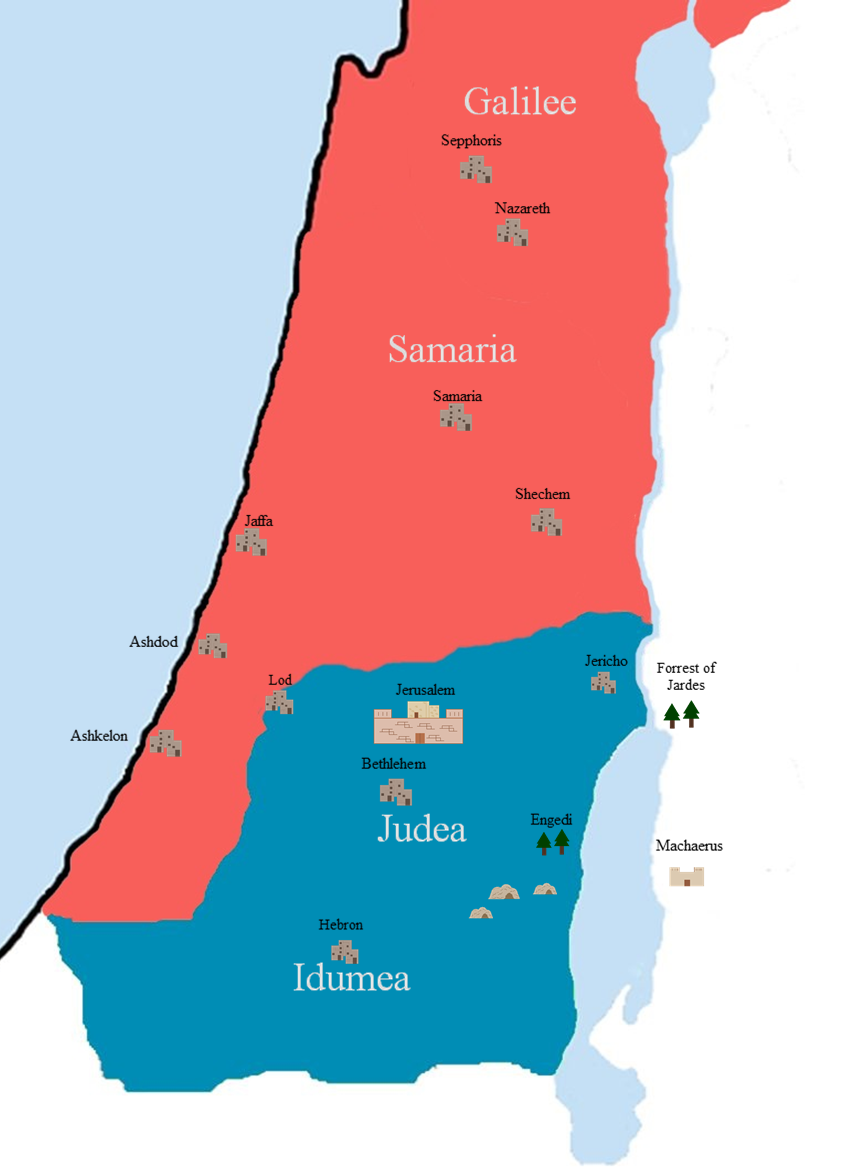
Júdea (kék) i. e. 63-ban, miután északi részét (piros) a Dekapoliszhoz csatolták

Délebbre, Júdeába való benyomulását azzal indokolta, hogy a zsidók az előző években feldúlták Föníciát, és Pompeius ennek véget akart vetni. Eközben azonban a zsidó királyságban kitört a Hasmóneusok belháborúja, amelyben Pompeius II. Hürkanoszt támogatta testvérével, II. Arisztobulosszal szemben. Elfoglalta Jeruzsálemet és a védők a Templomba menekültek, amelyet a rómaiak megostromoltak és kifosztottak. Júdeából római klienskirályság lett Hürkanosz vezetése alatt, északi részét pedig a Dekapoliszba (félig önálló városokból álló szövetségbe) annektálták. Júdeát és a városszövetséget egyaránt Szíria római helytartója alá rendelték.
Kis-Ázsiában megszervezte az új Bithynia és Pontus provinciát, Mithridatész többi területét pedig a római szövetségesek között osztotta szét. I. Ariobarzanész visszatérhetett Kappadókia trónjára; Kis-Örményországot elvették Tigranésztől és Galatia királyságához csatolták, amelynek Pompeius cliense, Deiotarosz lett az uralkodója. Cilicia provincia megkapta Pamphülia tengerparti részét, amely korábban a kalózok központja volt; de hat adminisztratív részre osztották fel. Mindezen intézkedések jelentősen növelték a római állam bevételeit, de közben Pompeius személyes vagyona és klienshálózata is számottevően gyarapodott.

## Az első triumvirátus

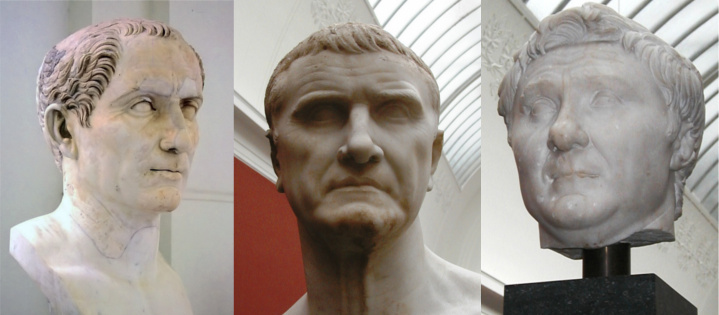
Az első triumvirátus: balról jobbra Caesar, Crassus és Pompeius

I. e. 62-ben Pompeius visszatért Rómába, de előtte még szétosztott csapatai között a zsákmányból 16 ezer talentumnyi aranyat (egy talentum kb. 32 kg-nak felelt meg). Sokan tartottak attól, hogy Sulla példáját követve dictatori hatalomra tör, de miután megérkezett Brundisumba, feloszlatta hadseregét. Rómába tartó útján mindenütt hatalmas tömegek fogadták, mutatva, hogy bár a szenátusban vegyes volt a megítélése, Pompeius a nép körében népszerűbb volt mint valaha. Kis-ázsiai győzelmeiért harmadszor is diadalmenetet tarthatott, amire i. e. 61-ben, a 45. születésnapján került sor.
Pompeius állítása szerint a keleten létrehozott új provinciák 200 millióról 340 millió sestertiusra növelték az állam évi bevételeit; ezenkívül 480 milliónyi hadizsákmányt fizetett be az államkincstárba. Személyes vagyonáról nem volt hajlandó részleteket közölni, de a nyilvánosságra került részletek alapján mindenképpen óriási lehetett. Ennek egy részét Róma egyik leghíresebb építményének, Pompeius színházának az építésére fordította.
A szenátus azonban megtagadta a Pompeius által keleten kötött szerződések ratifikálását. Az ellenzéket két optimata, ifjabb Cato és Metellus Celer vezette (utóbbi nővérétől, Muciától Pompeius akkoriban vált el, vitatott okokból). Elutasították azt a törvényjavaslatot is, amely alapján veteránjainak és a római szegényeknek osztottak volna földet. Korábban, i. e. 63-ban is visszautasítottak már egy hasonló törvényt, ami miatt a szenátus úgy gondolhatta, hogy kezelni tudják a nép elégedetlenkedését.
Pompeius egyedül nem tudta áttörni az optimaták ellenállását, de a helyzet megváltozott amikor Marius unokaöccse, Iulius Caesar támogatását kérte ahhoz, hogy pályázhasson az i. e. 59-es évi consuli tisztségért. Caesar ügyes, gátlástalan és ambiciózus politikus volt, és kiválóan fel tudta használni Pompeius befolyását arra, hogy a maga oldalára állítsa a választópolgárokat. Mivel Crassus is őt támogatta, könnyen megnyerte a választást; consultársa az optimata Marcus Calpurnius Bibulus lett. Caesar ezentúl segíthetett a Pompeius és Crassus által támogatott törvények elfogadásában, közben pedig igyekezett enyhíteni a két pártfogója közötti rivalizálást, hogy elkerülje azt, hogy bármelyikük pártjára kelljen állnia a másikkal szemben.
A három szövetséges közül Caesar tűnt a leggyengébbnek, de ennek ellenére központi szerepet játszott az első triumvirátusban, abban a nemhivatalos politikai szövetségben, amelynek fő célja az optimaták hatalmának ellensúlyozása volt. Társai közül Pompeius befolyása hadvezéri hírnevén és a nép körében való népszerűségén alapult. Crassust Róma leggazdagabb emberének tartották és kiterjedt klienshálózatot épített ki, de nem tudott katonai sikereket felmutatni, ami elengedhetetlen volt a politikai sikerhez a késő köztársaságkori Rómában.

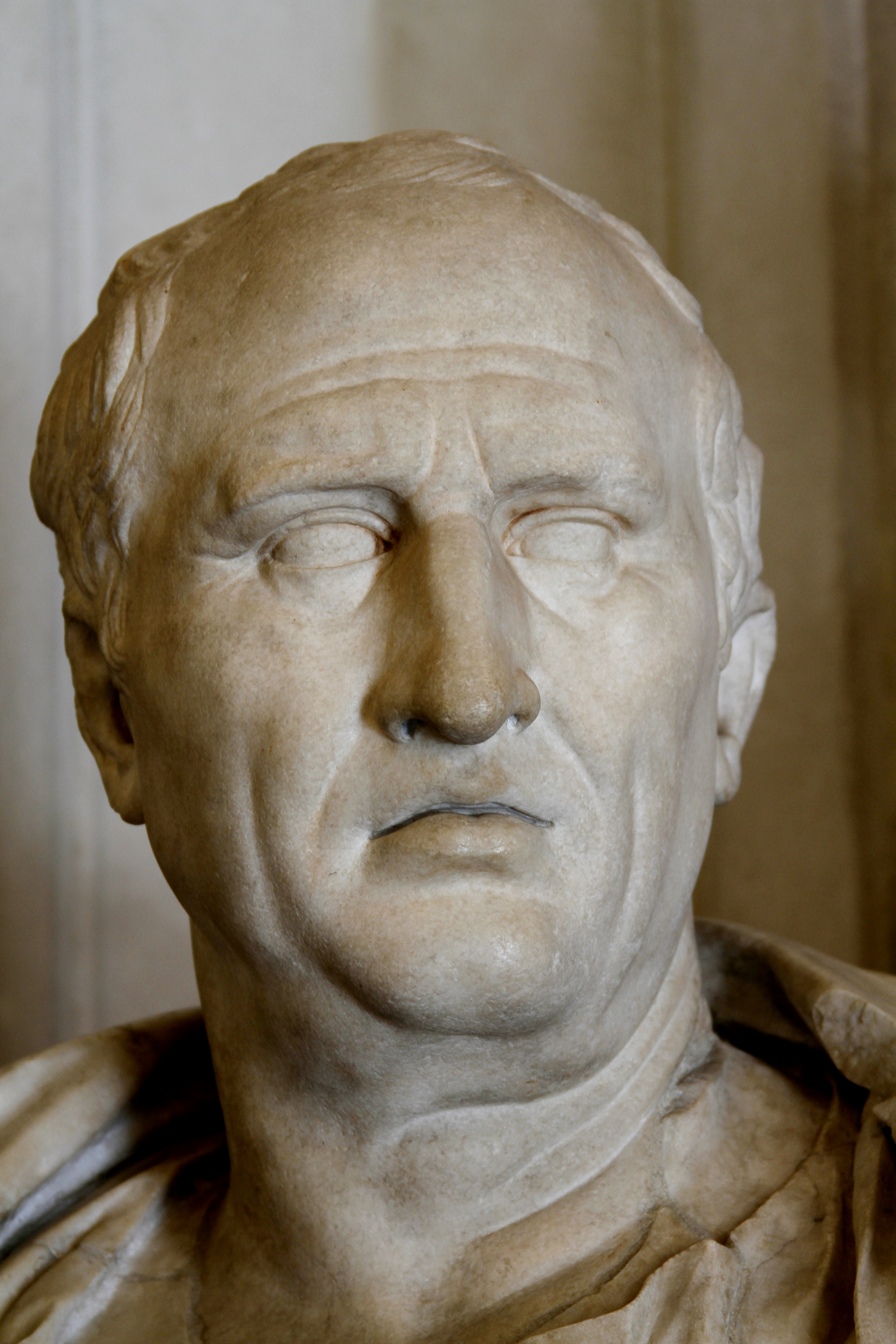
Cicero mellszobra

Megválasztását követően Caesar földosztásra és új coloniák alapítására tett javaslatot, Pompeius pedig Róma utcáira küldte veteránjait, akik állítólag megfélemlítették a szenátust. Amikor Bibulus ellenezte a törvényt, inzultálták a Forumon és consulsága hátralévő részét gyakorlatilag házi őrizetben töltötte. Caesar ezután biztosította Pompeius keleti szerződéseinek ratifikálását, majd öt évre kineveztette magát Gallia Cisalpina és Illyricum kormányzójává. Mikor Gallia Transalpina helytartója meghalt, azt a provinciát is magának követelte. I. e. 58-ban innen indult el, hogy a katonai dicsőség megszerzése érdekében meghódítsa Galliát. Szövetségüket megerősítendő, Pompeius feleségül vette Caesar lányát, Iuliát.
A triumvirátussal szemben álló szenátusi frakciót Cicero vezette, aki sokáig Pompeius szövetségesének számított. Pálfordulása után azonban Pompeius támogatta a populista Publius Clodius Pulcher kezdeményezését, hogy ítéljék el Cicerót, aki a Catilina-összeesküvés idején tárgyalás nélkül végeztetett ki római polgárokat. Cicerót száműzték, de Pompeius másfél évvel később, i. e. 58-ban visszahívta Rómába. Így amikor i. e. 57-ben a gabonahiány zavargásokhoz vezetett, a hálás Cicero támogatta, hogy Pompeiust nevezzék ki élelemosztási prefektussá (praefectus annonae).
Mikor felmerült egy újabb ázsiai hadjárat szükségessége, Pompeius és Crassus egyaránt bejelentkezett annak vezetéséért. I. e. 56-ban Luca városában találkoztak Caesarral, hogy megoldják a konfliktust. Pompeius Róma első számú hadvezérénak tartotta magát és Caesar galliai sikerei miatt veszélyeztetve érezte pozícióját; Crassus pedig régi riválisa volt. Nézeteltéréseiket azonban félretették és Crassusszal közösen indultak az i. e. 55-ös consuli tisztségért. Caesar támogatásával és a római politikában már szokásosnak számító erőszakos utcai cselekmények kíséretében meg is választották őket.
Consulként gondoskodtak róla, hogy Crassus megkapja Szíria kormányzóságát, ahonnan – katonai dicsőségre és hadizsákmányra vágyva – hadjáratot vezethetett a Pártus Birodalom ellen. Pompeiusra Hispánia nyugtalankodó provinciáit, valamint Africát bízták, Caesar galliai kormányzóságát pedig meghosszabbították. Mindhárman öt évre kaptak mandátumot, ami azzal is járt, hogy csapatokat toborozhatnak és „azzal kötnek békét és háborút, akivel csak kívánnak”.

## Vetélkedése Caesarral

A Római Birodalom i. e. 49-ben

I. e. 54-ben Caesar folytatta a galliai háborút, Crassus a pártusok ellen vonult, Pompeius pedig Rómában maradt, viszont szeptemberben szülés közben meghalt imádott felesége, Iulia. A következő év majusában Crassus a carrhaei csatában katasztrofális vereséget szenvedett a pártusoktól és fiával együtt maga is odaveszett. Iulia és Crassus halálával megszűntek a Caesart és Pompeiust együttműködésre késztető okok, kettejük konfrontációja immár elkerülhetetlenné vált.
Az i. e. 52-es évi consulválasztást az erőszak elszabadulása miatt fel kellett függeszteni. A népgyűlésen Bibulus, Pompeius ellensége azt javasolta, hogy vessenek véget a zűrzavarnak azzal, hogy Pompeiust egyedüli consulnak választják (valószínűleg így akart éket verni Pompeius és Caesar közé). A precedens nélküli javaslatot Cato és a néptribunusok támogatásával megszavazták. Pompeius helyreállította a rendet és feleségül vette Crassus fiának özvegyét, Cornelia Metellát. Apósát, Metellus Scipio Nasicát az év utolsó öt hónapjára kinevezte consultársának.
Consulként olyan törvényeket szavaztatott meg, amelyek Caesar ellen irányultak és még közelebb vitték az államot a polgárháborúhoz. Caesart korábban azzal vádolták, hogy i. e. 59-es consulsága erőszakos eszközökhöz nyúlt, de proconsuli státusza immunitást biztosított számára. Az új törvények visszamenőlegesen is lehetővé tették a felelősségre vonást hasonló bűnökért, vagyis Caesart akár a pillanatban bíróság elé állíthatták volna, amikor elhagyja Galliát és elveszti hadvezéri imperiumát. Caesar ezért kérte, hogy az i. e. 48-as consulválasztáson távollétében is indulhasson, de egy másik – Pompeius által támogatott – törvénnyel ezt is megakadályozták, megkövetelve hogy a jelöltek jelen legyenek Rómában.
Bár a nyilvánosság előtt továbbra is barátságosnak mutatkoztak egymás irányában, Pompeius nyilvánvalóan veszélyesnek tartotta politikustársát, ahogyan egyébként a szenátus nagy része is. I. e. 50-ben a két consul, Paullus és Caius Claudius, valamint Curio néptribunus egyaránt Caesar ellenfelének számított. Javasolták visszahívását a galliai hadsereg éléről, de Ceasar állítólag 1500 talentummal megvesztegette Paullust, hogy vonja vissza a javaslatot. Curio ekkor azt vetette fel, hogy mindkét "erős ember" bocsássa el légióit, ellenkező esetben pedig nyilvánítsák őket az állam ellenségeivé. Javaslata népszerű volt azok körében, akik el akarták kerülni a háborút, de az optimata szenátorok mindenképpen le akartak számolni a túlságosan veszélyesnek tartott Caesarral. A szenátus ezért végül megbízta Pompeiust, hogy saját csapatai mellé sorozzon consuli légiókat az állam védelme érdekében. Pompeius eközben Nápolyban súlyosan megbetegedett és amikor felépült, mindenütt hatalmas tömegek gyűltek össze, hogy ünnepelve hálát adjanak gyógyulásáért. Ez elbizakodottá tette, biztos volt benne, hogy ekkora támogatással könnyedén legyőzi Caesart.
Decemberben Caesar egy veterán légióval átkelt az Alpokon és megérkezett Ravennába, a régi Római Köztársaság hagyományos határának közelébe (ahol imperiuma még érvényben volt). Sok szenátor ellenzett bármilyen, Caesarnak tett engedményt, de sokan bizalmatlanok voltak Pompeiusszal szemben is, akinek ekkor azt hányták a szemére, hogy nem elég határozott. I. e. 49. január 1-jén Caesar ultimátummal követelte a kompromisszum elfogadását, vagy különben Rómának vonul, hogy "megtorolja az állam sérelmeit". A szenátus bízott a saját csapatai túlerejében és január 7-én közellenséggé nyilvánította Caesart, aki négy nappal később átlépte köztársaság határát, a Rubicon folyót.

## A polgárháború

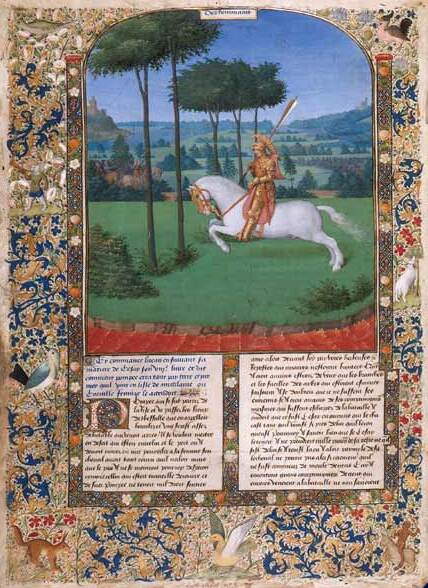
Pompeius menekülése Pharsalus utánpn (a 15. sz.-i Jean Fouquet miniatúrája)

A polgárháború kezdetekor Caesar lázadónak számított, nem volt flottája és csak három, nem teljesen feltöltött légióval bírt; ezzel szemben Pompeiusnak rendelkezésére állt a római állam és a keleti klienskirályságok minden erőforrása. Pozíciója azonban gyengébb volt a látszólagosnál, mert formálisan csak  a szenátus tanácsadója volt, amelynek számos tagja a tárgyalásos megoldást részesítette előnyben vagy ugyanolyan gyanakvással tekintettek rá, mint Caesarra. Stratégiáját jóvá kellett hagyatnia a consulokkal, ő csak ajánlásokkal élhetett, amelyeket nem mindig követtek. Cicero például elutasította a kérését, hogy segítsen neki a csapatok toborzásában, Cato pedig nem volt hajlandó átvenni Szicília kormányzását, amely Róma gabonaellátása szempontjából létfontosságú volt.
A védelmi terveket az egyenesen Róma felé tartó Caesar gyors mozgásával meghiúsította; eközben alig ütközött ellenállásba. Bár létszámhátrányban volt, katonái tapasztalt veteránok voltak, míg Pompeius csapatai között sok volt az újonc és ezt a hátrányát a koordináció hiánya csak tovább súlyosbította. Cato sógora, a Corfiniumot védeni próbáló Lucius Domitius néhány napos ostrom után kapitulált, 13 ezer katonáját pedig besorozták Caesar légióiba; később Asinius Pollio vezetésével Szicília elfoglalásakor vetették be őket.
Pompeius elmenekült Rómából és minden szenátort és főtisztviselőt arra utasított, hogy kísérjék Brundisiumba. Ott átkelt az Adrián és és Dyrrhachiumban vonta össze a csapatait. Caesarnak nem volt elegendő hajója az üldözéséhez, ezért először a hátát biztosította és Hispaniában verte szét a Pompeiushoz hű erőket, majd i. e. 49 decemberében visszatért Rómába. Pompeiusnak így elég ideje volt ahhoz, hogy ellenfeléénél csaknem kétszer nagyobb hadsereget állítson fel, miközben hadihajói megsemmisítettek két, Caesar számára épülő hajórajt, így továbbra is ő ellenőrizte a tengereket.
Ennek ellenére Caesarnak hét légióval i. e. 48 januárjában sikerült átkelnie az Adrián, és partra szállt a mai Dél-Albániában. Elfoglalta Oricumot és Apolloniát, majd Pompeius fő bázisához, Dyrrhachiumhoz vonult. Ő azonban időben megérkezett és Apus folyó túloldalán létesített erődített táborával megakadályozta a város elfoglalását. A két fél egészen tavaszig itt maradt. Egyikük sem kezdeményezett csatát, mert Caesar létszámhátrányban volt, Pompeius pedig abban bízott, hogy – akárcsak Mithridatész esetében – ki tudja éheztetni ellenfelét.

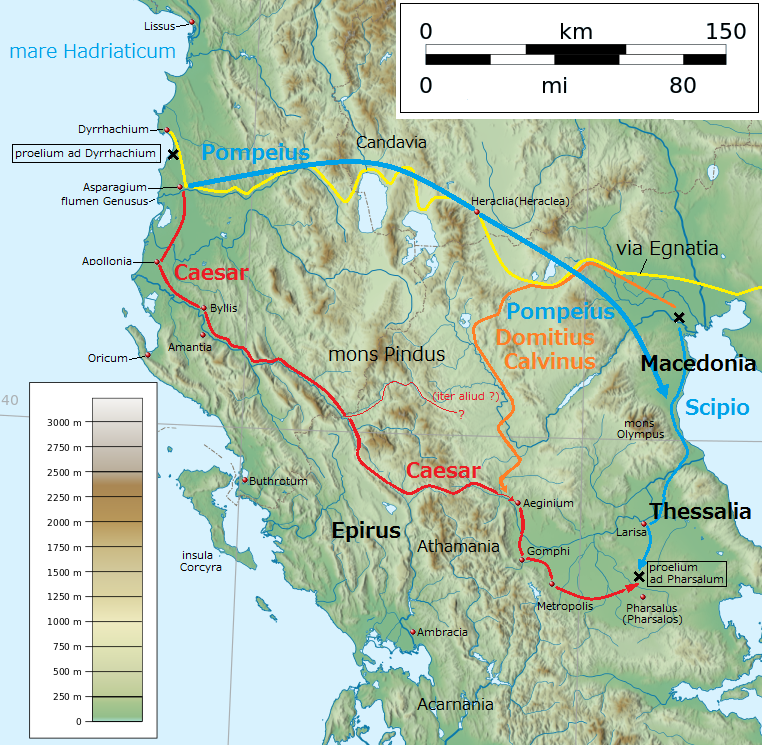
Pompeius és Caesar hadmozdulatai i. e. 48-ban

A patthelyzet március végén változott meg, amikor Marcus Antonius négy további légióval átkelt a tengeren és Dyrrachiumtól 57 km-re északra, Nymphaeumnál partra szállt. Pompeius megpróbálta megakadályozni a két ellenséges sereg egyesülését és északkelet felé vonulva csapdát állított Antoniusnak. A helyi Caesar-párti polgárok azonban időben figyelmeztették Antoniust, aki táborában várta be a közeledő Caesart. Pompeius nem akart a két ellenséges sereg közé szorulni és inkább visszavonult.
Caesar, akinek serege most már egyesült Antonius haderejével, átcsoportosította erőit, és másfél légiót küldött, hogy támogatást szerezzen és utánpótlást gyűjtsön Aetoliában és Thessaliában, valamint további két légiót Domitius Calvinus vezetésével, hogy elfogja Metellus Scipiót Macedoniában. Eközben Pompeius legidősebb fia, Cnaeus megsemmisítette Caesar flottáját Oricumnál és Lissusnál, így Itáliából Caesar már nem kaphatott további erősítést. Caesar megpróbálta Pompeiust Asparagiumnál csatára bírni, de nem járt sikerrel. Másnap ügyes manőverezéssel kikerülte Pompeiust és ismét Dyrrachium felé indult. Amikor Pompeius megérkezett a városhoz, Caesarnak már készen állt a tábora.
Caesarnak nem voltak Dyrrhachium bevételéhez szükséges ostromgépei és nem kockáztathatta meg, hogy Pompeius veszélyeztesse a hátát. Így ostrom alá vette ellenfele táborát. Pomepiusnak volt elég élelme, víz azonban csak szűkösen állt rendelkezésre, mert Caesar eltorlaszolta a helyi folyókat; és a lovainak sem elegendő takarmánya. Július végén Pompeiusnak végül sikerült áttörnie Caesar védelmi vonalain és mivel ezáltal a blokád értelmetlenné vált, Caesar inkább visszavonult Apolloniába.
Ekkor érkezett meg Thessaliába Metellus Scipio. Caesar délre vonult, hogy szembeszálljon az újabb veszéllyel és kapcsolatba lépjen Domitius Calvinusszal; útközben megengedte embereinek, hogy kifosszák Gomphit. Pharsalus környékén ismét csatát ajánlott, és Pompeius ezúttal (vonakodva, tisztjei rábeszélésére) élt a lehetőséggel. A pharsalusi csatában Pompeius mintegy 38 ezer katonájával jelentős számbeli túlerőben volt a Caesar 22 ezres seregével és a maga 7 ezres lovasságával az csak ezer lovast tudott szembeállítani. Augusztus 9-én csatarendbe állította embereit és azt tervezte, hogy lovassági fölényét kihasználva balról átkarolja ellenfelét. Caesar számított erre a lépésére és visszaverte a lovasságot, amely hanyatt-homlok menekült, magára hagyva a gyalogságot. Caesar ezután elöl és balről egyszerre támadott és Pompeius serege összeomlott.

## Halála

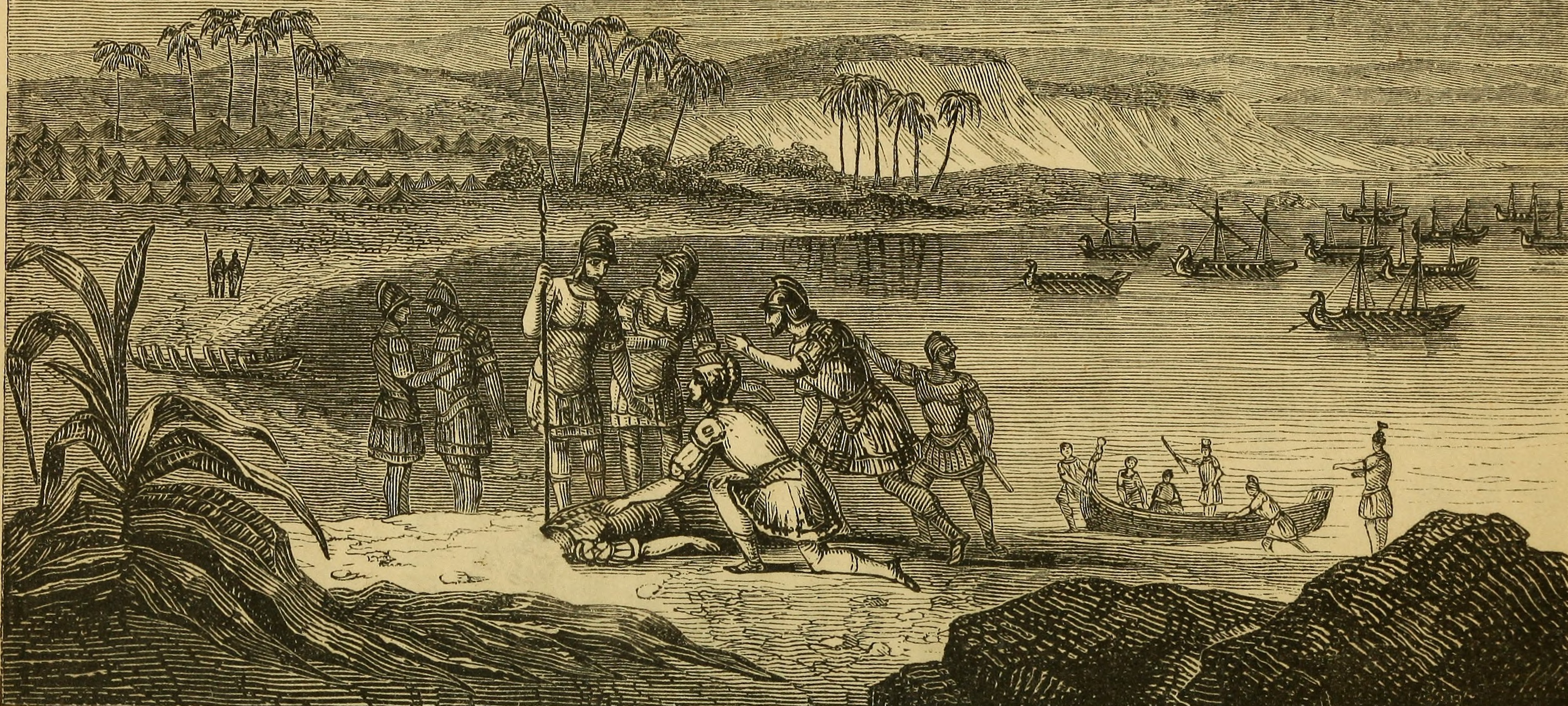
Pompeius Magnus halála (18. századi metszet)

Pompeius elmenekült a csatamezőről és Mütiléné felé indult, ahol felesége, Cornelia várt rá. Legtöbb keleti szövetségese ott volt Pharsalusnál és vagy elestek vagy fogságba kerültek. A legfőbb kivétel a 14 éves XIII. Ptolemaiosz volt, a gazdag és stratégiai szempontból is fontos Egyiptom uralkodója, így erre vette az irányt. Cato kijelentette, hogy Afrikából folytatják a háborút, bár legtöbb szenátortársa (pl. Cicero és Marcus Iunius Brutus) kiegyezett Caesarral és visszatért Rómába.
Pompeius egy kis hajórajjal Ciprus érintésével Egyiptomba hajózott és i. e. 48. szeptember 28-án megérkezett Pelusiumba, ahol a nővérével, VII. Kleopátrával éppen elkeseredett belháborúba keveredett Ptolemaiosz tartózkodott. A király dilemmába került: ha befogadja Pompeiust, Caesart ellenségévé teszi; ha elutasítja és mégis Pompeius kerekedik felül, megintcsak rosszul jár. Ezért tanácsadói javaslatára elhatározta a meggyilkolását.
Pompeius partközelben horgonyzó hajóihoz csónakot küldtek, hogy partra szállítsák a római vezért. Ő már gyanakodott, mert időközben megjelentek az egyiptomi hadihajók és a parton katonaság sorakozott fel. Nem akart azonban menekülési próbálkozással ürügyet adni a megölésére, ezért beszállt a csónakba. Amikor partot értek és ki akart szállni, Lucius Septimius, az egyiptomi szolgálatba állt volt római katonai tribunus hátulról leszúrta. Holttestét ott helyben elhamvasztották, levágott fejét pedig elküldték az Egyiptomba érkező Caesarnak. Caesar azonban egyáltalán nem volt hálás az ajándékért, állítólag elsírta magát, mikor meglátta milyen sorsra jutott ellenfele. A gyilkosságot kitervelő tanácsadókat kivégeztette, az egyiptomi polgárháborúban pedig Kleopátra pártjára állt. Pompeius maradványait feleségének küldték el, aki albai villájában temette el.

## Családja
Pompeius ötször házasodott:
- Antistia – i. e. 86-ban házasodtak össze, i. e. 82-ben elváltak. Gyermekük nem született.
- Aemilia Scaura – i. e. 82-ben házasodtak össze. Felesége ekkor terhes volt előző férjétől és még abban az évben meghalt szülés közben.
- Mucia Tertia – i. e. 79-ben házasodtak össze és i. e. 61-ben elváltak. Három gyerekük született: 
  - Cnaeus Pompeius
  - Pompeia
  - Sextus Pompeius
- Iulia (Caesar lánya) – i. e. 59-ben házasodtak össze, Iulia i. e. 54-ben szülés közben meghalt, a gyerek csak néhány napig élt.
- Cornelia Metella – i. e. 52-ben házasodtak össze, gyermekük nem született.

## Hadvezéri képességei

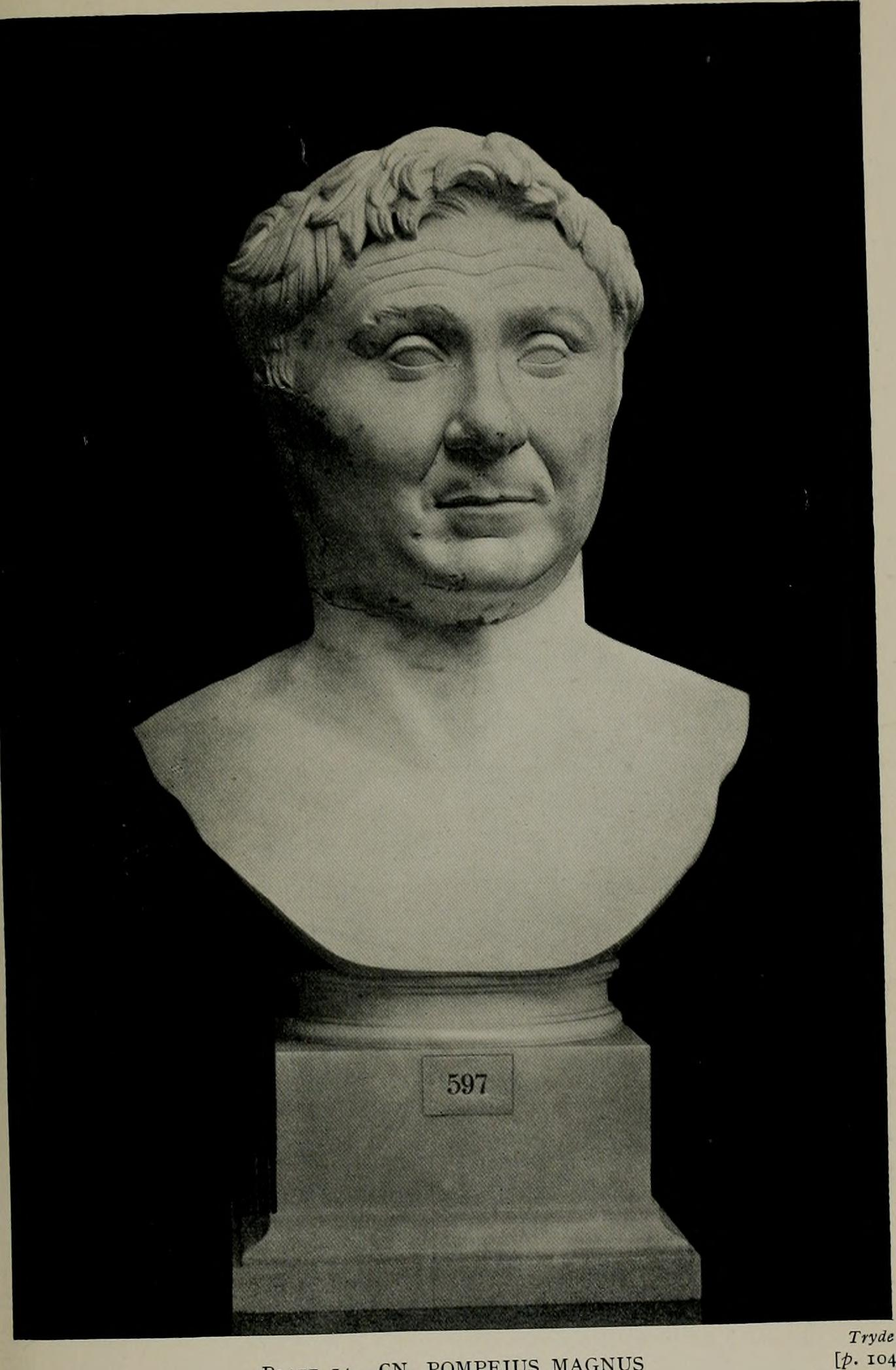
Pompeius mellszobra a carlsbergi Glyptotekban

Pompeius harctéri dicsősége két évtizeden át felülmúlhatatlan volt, egyes döntéseit kortársai mégis kétségbevonták. Sertorius vagy Lucullus különösen kritikus volt iránta. Pompeius hatékony taktikusnak bizonyult, bár nem nevezhető különösebben innovatívnak vagy fantáziadúsnak. Mindenesetre utolsó csatája, a pharsalusi volt az egyetlen, ahol döntő vereséget szenvedett. Nem ragaszkodott feltétlenül a csatákhoz, ha tehette ügyes stratégiával vagy manőverezéssel kerekedett felül ellenfelén. Nem tartozott a rendkívül karizmatikus hadvezérek közé, de a csatatéren kimondottan bátran és ügyes taktikusként viselkedett és lelkesítette katonáit. Bár maga is számos győzelmet aratott, hírhedt volt arról, hogy eltulajdonítja mások sikereit.
Másrészt viszont kiváló stratéga és szervező volt, akinek nem volt szüksége rá, hogy kockázatokat vállaljon a csatatéren; úgy tudott hadjáratokat nyerni, hogy folyamatosan kijátszotta ellenfeleit és fokozatosan vállalhatatlan helyzetbe hozta őket. Pompeius mindig előre tervezett és remek szervezőkészséggel rendelkezett; nagyszabású stratégiákat dolgozott ki és nagy seregeket is jól tudott mozgatni. Keleti hadjáratai során fáradhatatlanul üldözte ellenségeit és általában ő vválasztotta meg a döntő csata helyét és idejét.
Jól tudott alkalmazkodni az ellenségeihez és elszántan végigvitte akaratát. Számos alkalommal igen gyorsan és határozottan cselekedett, mint például a szicíliai és africai hadjáratai során, vagy a kilikiai kalózok ellen. A Sertorius-féle háború során viszont többször is vereséget szenvedett. Bár Pompeius számára a háború első éve i. e. 76-ban siralmasan alakult, rendületlenül folytatta a hadjáratot és Sertorius számos tisztjét legyőzte. Mikor Sertorius hadserege jelentősen megfogyatkozott, Pompeius felmorzsoló stratégiára váltott át, kerülte a nyílt csatákat és erődök és városok elfoglalásával, kisebb alvezérek legyőzésével billentette a maga javára a stratégiai egyensúlyt. Módszere nem volt látványos, de folyamatosan területet nyert és demoralizálta Sertorius csapatait. Halálakor Sertorius már vesztes pozícióban volt, katonái tömegesen dezertáltak. Ezt követően a jóval kevésbé tehetséges Perpernával szemben visszatért az agresszívebb stratégiához és egy döntő összecsapásban véget vetett a háborúnak.
Stratégiája Caesar ellen is hatékonynak bizonyult. A balkáni hadjárat során visszaszerezte a kezdeményezést, egyesítette erőit Metellus Scipióéval (amit pedig Caesar mindeképp meg akart akadályozni), és majdnem csapdába csalta ellenségét. Stratégiai helyzete jobb volt mint Caesaré, azonban szövetségesei csatára ösztönözték, ahol hagyományos taktikája nem volt elegendő a galliai háborúban sokat tapasztalt Caesarral szemben (akinek veteránjai a harctéren is jobb teljesítményt nyújtottak).

## Kronológia

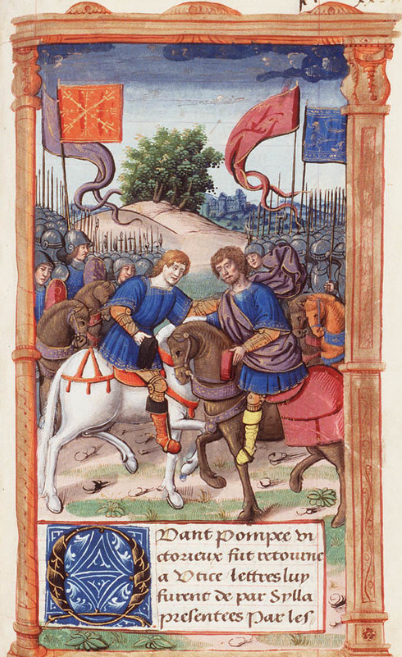
Pompeius és Sulla (15. századi miniatúra)

- I. e. 106. szeptember 29. – Pompeius megszületik Picenumban;
- I. e. 89 – Apja alatt szolgál Asculumban a szövetséges háborúban;
- I. e. 86 – Feleségül veszi Antistiát;
- I. e. 83 – Az első mithridatészi háborúból visszatérő Sulla partjára áll és légiókat toboroz a számára;[135]
- I. e. 83–82 – Sulla oldalán harcol a polgárháborúban, először lovassági parancsnokként, később közös parancsnokssággal, végül önálló haderőt vezetve;
- I. e. 82 – Elválik Antistiától és feleségül veszi Sulla mostohalányát, Aemiliát, aki még ebben az évben meghal;[136]
- I. e. 82–81 – Szicíliában és Africában győzelmet arat a szenátusi párt fölött;
- I. e. 81 – Visszatér Rómába és megtartja első diadalmenetét;
- I. e. 79 – Feleségül veszi Mucia Tertiát;[136]
- I. e. 79 – Támogatja Marcus Aemilius Lepidus consullá választását, aki néhány hónappal később fellázad a szenátus ellen. Pompeius leveri a felkelést és közben megöli Marcus Iunius Brutust (Caesar egyik gyilkosának apját);[137]
- I. e. 76–71 – Hispániai hadjárat Sertorius ellen;
- I. e 71 – Visszatér Itáliába, leveri Spartacus felkelését, megtartja második didalamenetét;
- I. e 70 – Első consulsága (Marcus Licinius Crassus mellett);
- I. e. 67 – Legyőzi a kalózokat és megkezdi kis-ázsiai hadjáratát;
- I. e. 66–61 – a harmadik mithridatészi háborúban legyőzi VI. Mithridatész pontoszi királyt;
- I. e. 64–63 – Megszállja Szíriát, Föníciát és Júdeát;
- I. e. 61 – megtartja harmadik diadalmenetét és elválik Mucia Tertiától;
- I. e. 59 – Pompeius, Caesar és Crassus részvételével megalakul az első triumvirátus. Pompeius feleségül veszi Caesar lányát, Iuliát;
- I. e. 58–55 – Hispania Ulterior kormányzója, megépítteti Pompeius színházát;
- I. e. 55 – Második consulsága (Marcus Licinius Crassus mellett), elkészül a színház;
- I. e. 54 – Meghal Iulia;
- I. e. 53 – Crassus halálával felbomlik a triumvirátus;
- I. e. 52 – Harmadik (egyedüli) consulsága, feleségül veszi Cornelia Metellát;
- I. e. 51 – Megakadályozza, hogy Caesar távollétében indulhasson a consulságért;
- I. e. 50 – Súlyosan megbetegedik, felépülését tömeges ünneplések kísérik;[138]
- I. e. 49 – Kitör a polgárháború, Caesar átkel a Rubiconon, Pompeius és pártja visszavonul a Balkánra;
- I. e. 48 – Pharsalusnál döntő vereséget szenved Caesartól, Egyiptomba menekül, ahol szeptember 28-án (egy nappal 58-adik születésnapja előtt) meggyilkolják.